# Stio
Stio ist eine italienische Gemeinde mit 774 Einwohnern (Stand 31. Dezember 2023) in der Provinz Salerno in der Region Kampanien.

## Geografie
Gorga ist noch ein weiterer Ortsteil von Stio. Die Nachbargemeinden sind Campora, Gioi, Laurino, Magliano Vetere und Orria. Der Ort gehört zum Nationalpark Cilento und Vallo di Diano und ist Teil der Comunità Montana del Calore Salernitano.

## Partnerstädte
- Dingé (Frankreich)